# Lotniskowce typu Shōkaku
Lotniskowce typu Shōkaku – typ dwóch japońskich lotniskowców z okresu II wojny światowej. Okręty zostały zwodowane w 1939 roku, a do służby w Japońskiej Cesarskiej Marynarce Wojennej weszły w 1941 roku.
Obie jednostki zostały zatopione podczas działań wojennych w 1944 roku – "Shōkaku" 19 czerwca podczas bitwy na Morzu Filipińskim, natomiast "Zuikaku" 25 października podczas bitwy w zatoce Leyte.

## Okręty
- "Shōkaku"
- "Zuikaku"